# 팔라다급 방호순양함

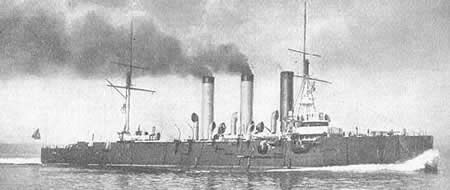

팔라다급 방호순양함(Pallada-class cruiser, 러시아에서는 디아나급 순양함, 러시아어: Бронепалубные крейсера типа «Диана»)은 1890년대 말 러시아 제국 해군에서 제작된 일련의 방호순양함이다. 이 급의 순양함 중 아브로라는 현재도 러시아 해군이 사용하며, 박물관 배로 이용하고 있다.

## 개요
팔라다는 상트페테르부르크에 있는 새로운 아드미랄티 조선소에서 발트 함대의 전력을 보강하기 위해 제작되었다. 그러나 원래 그 순양함들은 전 세계, 특히 극동 지역의 통상파괴 작전을 수행하기 위한 것이었다. 처음에 러시아 제국 해군은 외국의 설계를 염두에 두고 있었다. 국내 설계를 진행하기로 결정하기 전에 영국 왕립해군의 아폴로급 방호순양함과 이후에는 아스트라이아급 방호순양함의 설계를 생각했다. 팔라다급의 방호가 여전히 가벼웠지만, 러시아 순양함 설계에 비해 현저한 발전을 이뤘냈다.
팔라다와 디아나의 발주는 1895년 12월에 진행되었고, 1897년 6월에는 오로라의 발주가 이어졌다. 그러나 이 선박에 필요한 매우 긴 건설 기간으로 인해 그들은 취항에 들어갔을 때는 이미 구식이 되어버렸다. 이 같은 건조 프로그램의 일환으로, 러시아 해군은 1901년 1월부터 1902년 8월까지 납품된 비슷한 크기의 순양함(바략, 아스콜드, 보가티)을 받았고, 팔라다급 보다 우수한 면을 갖추고 있었다. 최대 속도는 23 노트(43km / h, 26mph)였다.

## 참고 문헌
- Robert Gardiner, 편집. (1979). 《Conway's All the World's Fighting Ships 1860–1905》. Greenwich: Conway Maritime Press. ISBN 0-8317-0302-4.
- Gardiner, Robert & Gray, Randal, 편집. (1984). 《Conway's All the World's Fighting Ships: 1906–1922》. Annapolis: Naval Institute Press. ISBN 0-85177-245-5.
- Skvorcov, Aleksiey V. (2015). 《Cruisers of the First Rank: Avrora, Diana, Pallada》. Sandomierz, Poland: Stratus. ISBN 978-83-63678-56-2.
- Watts, Anthony J. (1990). 《The Imperial Russian Navy》. London: Arms and Armour. ISBN 0-85368-912-1.